# Asiatic
L'Asiatic est un paquebot-mixte britannique acquis durant sa construction par la White Star Line en 1871 avec son sister-ship, le Tropic. Mis en service sur la ligne de Calcutta en mars 1871 ou 1872, il ne rencontre pas de succès. Il est ensuite affrété par la société Lamport & Holt sur la ligne de l'Amérique du Sud, avant de servir à partir du début de l'année 1873 pour la White Star sur la même ligne, la compagnie tentant d'y déployer une partie de sa flotte pour diversifier ses activités.
L'Asiatic n'effectue qu'une traversée dans ce cadre, sans entraîner de profits. Le naufrage de l'Atlantic, survenu entre-temps, pousse la compagnie en quête de fonds à se séparer de l'Asiatic et de son jumeau. Vendu à l'African S.S. Co., compagnie britannique desservant l'Afrique de l'Ouest, il est renommé Ambriz et devient le plus gros navire de sa nouvelle compagnie. Refondu en 1883, il est affecté au transport de coton depuis La Nouvelle-Orléans au début des années 1890.
En 1895, le navire est vendu à la Compagnie française de charbonnage de Madagascar, qui en fait un dépôt de charbon flottant. C'est au cours de ce service qu'il s'échoue au large de Madagascar en février 1903.

## Histoire

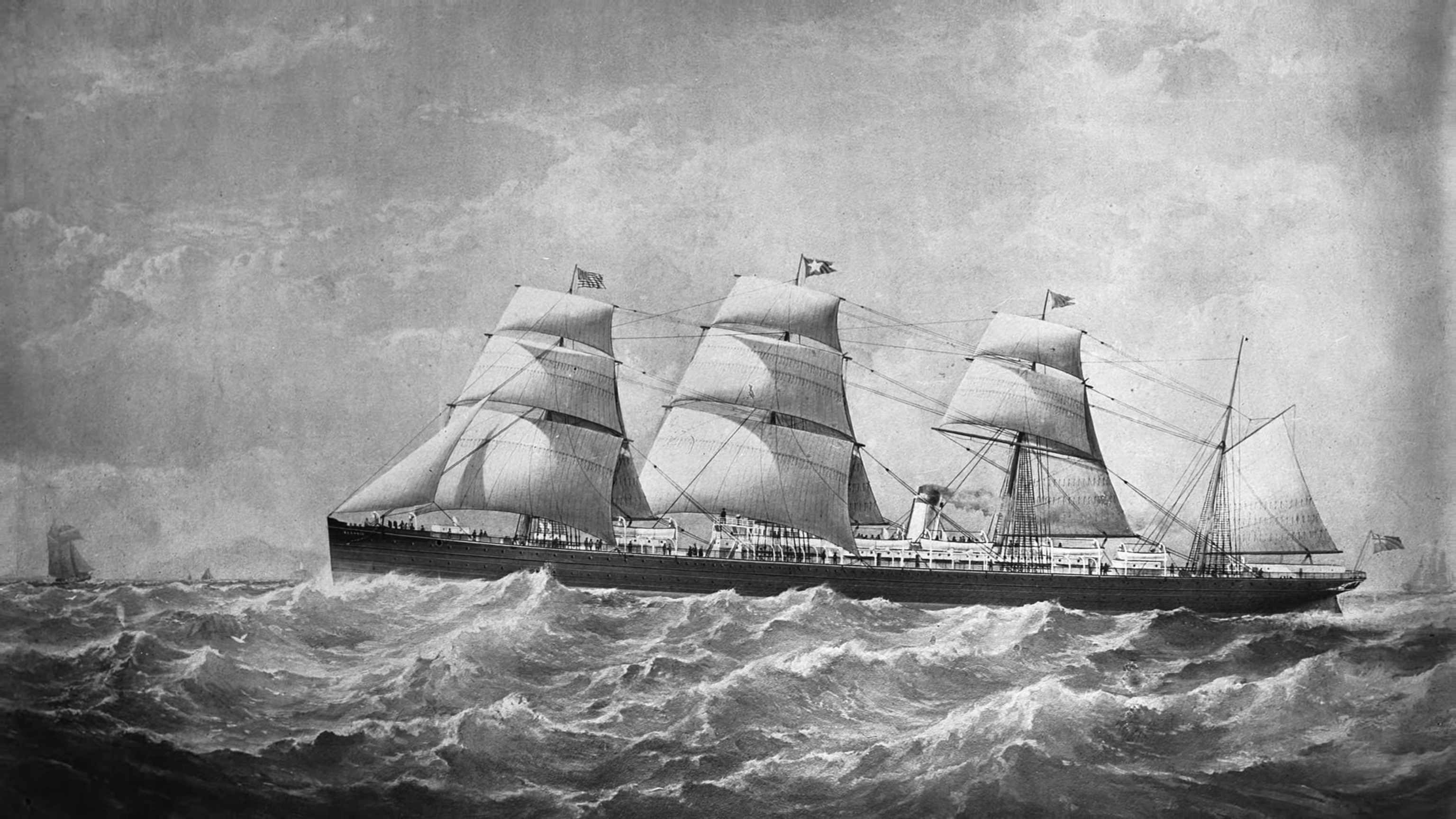
Le naufrage de l'Atlantic oblige la White Star Line à se séparer prématurément de l'Asiatic et de son jumeau.

L'Asiatic est construit (sans avoir de nom attribué) par les chantiers Thomas Royden & Sons de Liverpool, qui le construisent à l'origine pour eux-mêmes. Ils le mettent en vente après son lancement, le 1er décembre 1870, de même que son jumeau encore en construction. À cette époque, la White Star Line débute sous la direction de Thomas Henry Ismay et est en quête de navires. Les deux navires sont ainsi rachetés avant d'être terminés et prennent les noms d'Asiatic et de Tropic. Les débuts de l'Asiatic sont assez confus : il commence sa carrière, selon les sources, en mars 1871 ou 1872,. Il dessert alors la ligne de Calcutta en passant par le canal de Suez et est rejoint durant l'année 1872 par le Tropic. Les deux navires doivent cependant affronter la concurrence des bâtiments de la P&O, mais aussi celle de l'Indra Line, compagnie appartenant aux chantiers Royden. 
En 1872, sans que la date ne soit connue avec précision, l'Asiatic effectue une première traversée à destination de l'Amérique du Sud, affrété par la compagnie Lamport & Holt. Peu de temps après, la White Star décide de s'implanter sur cette ligne à destination du Chili et du Pérou et y envoie plusieurs navires, en commençant par le Republic et le Tropic à la fin de l'année 1872. L'Asiatic, mais aussi le Belgic et le Gaelic les rejoignent en 1873. Pour l'Asiatic, l'entreprise est cependant de courte durée : son premier voyage pour la White Star sur cette ligne, commencé le 25 février 1873, est en effet aussi le dernier. Tandis que le navire est embarqué dans cette traversée, qui ne parvient pas à être rentable, la compagnie apprend que l'un de ses plus prestigieux navires, l'Atlantic, vient de faire naufrage. À son retour, l'Asiatic et son jumeau sont vendus pour compenser la perte financière causée par la catastrophe. Quant à l'entreprise de la compagnie sur la ligne de l'Amérique du Sud, elle cesse à la fin de la même année.
Vendu à l'African S.S. Co., compagnie londonienne, le navire est renommé Ambriz et dessert à partir du 12 septembre l'Afrique de l'Ouest. Il est alors le plus imposant navire de sa compagnie. En décembre 1883, après dix années de service sans histoires, l'Ambriz est refondu : il est équipé de chaudières plus performantes et ses cales sont agrandies pour lui permettre de transporter 200 tonnes de marchandises supplémentaires. À partir de 1891 (ou 1894), le navire est transféré sur la route de La Nouvelle-Orléans afin de transporter du coton.
Entre 1895 et 1896, le navire est vendu à la Compagnie française de charbonnage et de batelage de Madagascar qui ne change pas son nom et en fait un dépôt mobile de charbon. Il a pour mission de rallier des ports européens (généralement Cardiff au pays de Galles) pour approvisionner l'île africaine en combustible. Sa carrière se termine en février 1903, lorsqu'il s'échoue sur la côte de Madagascar, près de Majunga. Pour sa part, la White Star Line envisage de nommer un autre navire Asiatic en 1881, mais opte finalement pour le nom d'Arabic.

## Caractéristiques
L'Asiatic est un cargo de taille modeste, jaugeant 2 122 tonneaux de jauge brute, ce qui le rend légèrement plus grand que son jumeau, le Tropic (certaines sources indiquent cependant que les deux navires ont un tonnage identique). Tous deux ont en revanche la même taille, avec 99,5 mètres de long sur 10,7 de large. Le navire dispose de quatre mâts et d'une cheminée aux couleurs de la compagnie (ocre brun à manchette noire, qui devient totalement noire après 1873), et peut-être propulsé à la voile. Il dispose également de deux machines alternatives coumpound à deux cylindres alimentant une hélice, ce qui lui permet de naviguer à environ 12 nœuds.
Avec un seul pont, l'Asiatic est avant tout conçu pour transporter des marchandises. Il peut cependant embarquer une dizaine de passagers, dans des conditions inconnues. 42 membres d'équipage servent à bord.